# Galeazzo Alessi

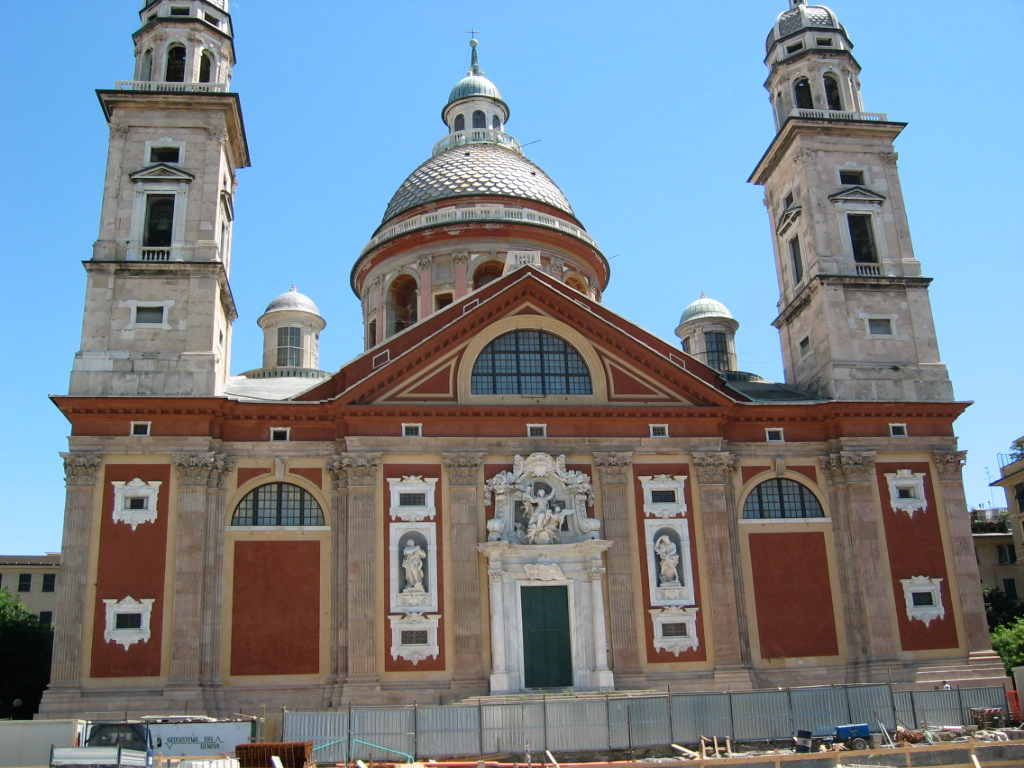
Bazylika Santa Maria Assunta di Carignano w Genui

Galeazzo Alessi (ur. w 1512 w Perugii, zm. 30 grudnia 1572 tamże) – włoski architekt, główny przedstawiciel manieryzmu w Genui i Mediolanie.

## Dzieła
- Bazylika Santa Maria Assunta di Carignano w Genui